# Jezik kado
Jezik kado (ISO 639-3: cad; caddoe, kado, kadohadacho) indijanski je jezik kadojske porodice kojim govori još svega 25 ljudi (1997. W. Chafe) od 45 etničkih pripadnika iz plemena Caddo (2000.) na zapadu Oklahome.
Srodan je jezicima poni [paw] i vičita [wic]. Prijeti mu izumiranje jer se njime služe samo starije osobe.

## Vanjske poveznice
- Ethnologue (14th)
- Ethnologue (15th)